# Kabinett Tusk II

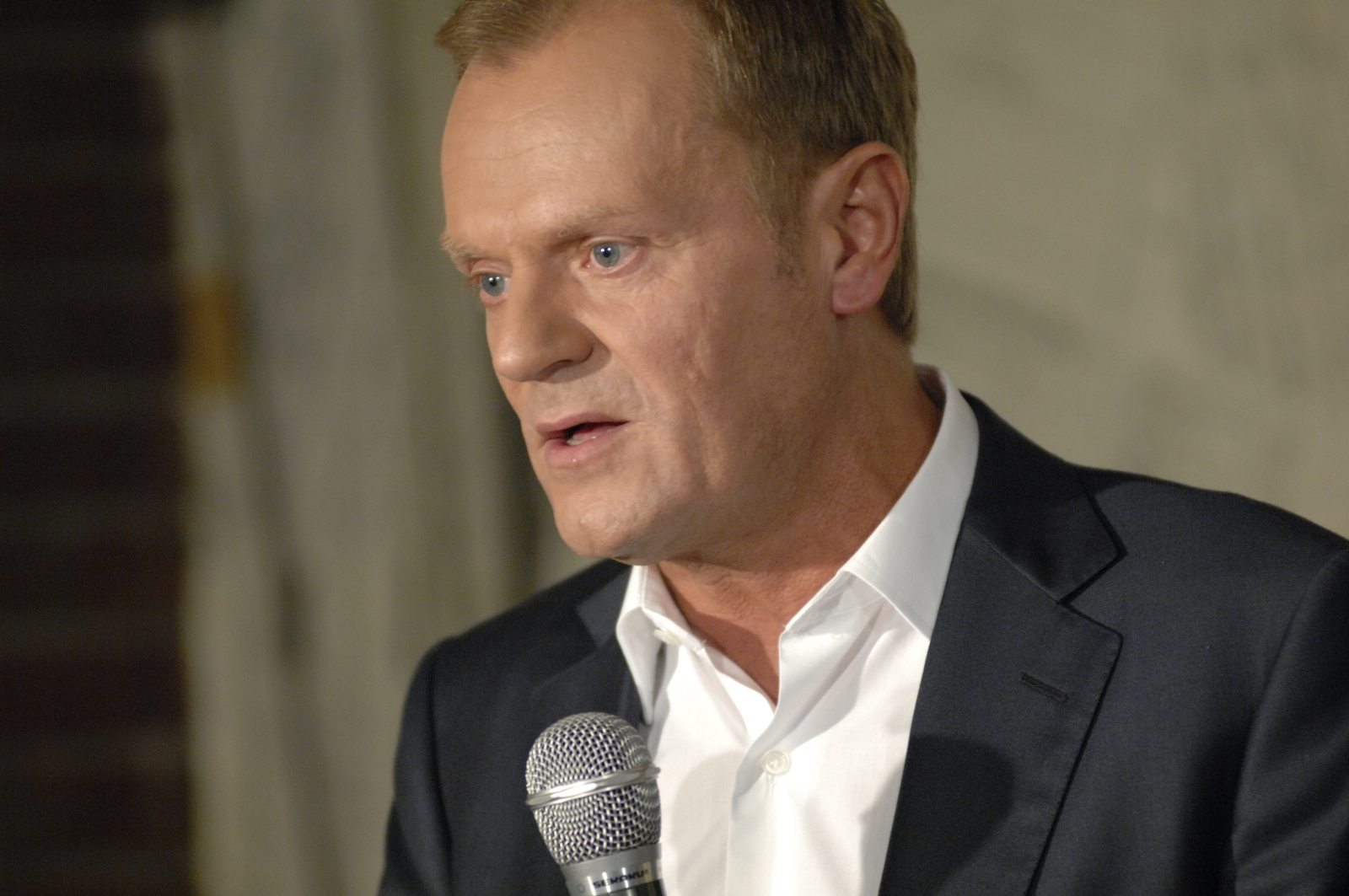
Donald Tusk (2011)

Das Kabinett Tusk II bildete zwischen dem 18. November 2011 und dem 22. September 2014 unter Leitung von Donald Tusk die Regierung der Republik Polen. Der Sejm bestätigte es am 19. November 2011.
Während der polnischen EU-Ratspräsidentschaft im zweiten Halbjahr 2011 hatten die Mitglieder des Kabinetts Tusk den Vorsitz in den verschiedenen Formationen des Rats der Europäischen Union inne.
| Amt                                                   | Name                       | Amtszeit                |
| ----------------------------------------------------- | -------------------------- | ----------------------- |
| Ministerratspräsident                                 | Donald Tusk                | 18.11.2011 – 22.09.2014 |
|                                                       |                            |                         |
| Vizepräsident des Ministerrats                        | Waldemar Pawlak            | 18.11.2011 – 27.11.2012 |
| Wirtschaftsminister                                   | Waldemar Pawlak            | 18.11.2011 – 27.11.2012 |
| Vizepräsident des Ministerrats                        | Janusz Piechociński        | 06.12.2012 – 22.09.2014 |
| Wirtschaftsminister                                   | Janusz Piechociński        | 06.12.2012 – 22.09.2014 |
| Finanzminister                                        | Jan Vincent-Rostowski      | 18.11.2011 – 27.11.2013 |
| Vizepräsident des Ministerrats                        | Jan Vincent-Rostowski      | 25.02.2013 – 27.11.2013 |
| Ministerin für Transport, Bauwesen und Seewirtschaft  | Elżbieta Bieńkowska        | 27.11.2013 – 22.09.2014 |
| Vizepräsidentin des Ministerrats                      | Elżbieta Bieńkowska        | 27.11.2013 – 22.09.2014 |
| Minister (ohne Geschäftsbereich) – Kanzleileiter      | Tomasz Arabski             | 18.11.2011 – 25.02.2013 |
| Minister (ohne Geschäftsbereich) – Kanzleileiter      | Jacek Cichocki             | 25.02.2013 – 22.09.2014 |
| Finanzminister                                        | Mateusz Szczurek           | 27.11.2013 – 22.09.2014 |
| Gesundheitsminister                                   | Bartosz Arłukowicz         | 18.11.2011 – 22.09.2014 |
| Minister für regionale Entwicklung                    | Elżbieta Bieńkowska        | 18.11.2011 – 22.09.2014 |
| Minister für Verwaltung und Digitalisierung           | Michał Boni                | 18.11.2011 – 27.11.2013 |
| Minister für Verwaltung und Digitalisierung           | Rafał Trzaskowski          | 27.11.2013 – 22.09.2014 |
| Schatzminister                                        | Mikołaj Edward Budzanowski | 18.11.2011 – 24.04.2013 |
| Schatzminister                                        | Włodzimierz Karpiński      | 24.04.2013 – 22.09.2014 |
| Innenminister                                         | Jacek Cichocki             | 18.11.2011 – 25.02.2013 |
| Innenminister                                         | Bartłomiej Sienkiewicz     | 25.02.2013 – 22.09.2014 |
| Justizminister                                        | Jarosław Gowin             | 18.11.2011 – 06.05.2013 |
| Justizminister                                        | Marek Biernacki            | 06.05.2013 – 22.09.2014 |
| Umweltminister                                        | Marcin Korolec             | 18.11.2011 – 27.11.2013 |
| Umweltminister                                        | Maciej Grabowski           | 27.11.2013 – 22.09.2014 |
| Minister für Arbeit und Soziales                      | Władysław Kosiniak-Kamysz  | 18.11.2011 – 22.09.2014 |
| Wissenschafts- und Hochschulminister                  | Barbara Kudrycka           | 18.11.2011 – 27.11.2013 |
| Wissenschafts- und Hochschulminister                  | Lena Kolarska-Bobińska     | 27.11.2013 – 22.09.2014 |
| Minister für Tourismus und Sport                      | Joanna Mucha               | 18.11.2011 – 27.11.2013 |
| Minister für Tourismus und Sport                      | Andrzej Biernat            | 27.11.2013 – 22.09.2014 |
| Minister für Transport, Bauwesen und Seewirtschaft    | Sławomir Nowak             | 18.11.2011 – 27.11.2013 |
| Minister für Landwirtschaft und ländliche Entwicklung | Marek Sawicki              | 18.11.2011 – 26.07.2012 |
| Minister für Landwirtschaft und ländliche Entwicklung | Stanisław Kalemba          | 31.07.2012 – 17.03.2014 |
| Minister für Landwirtschaft und ländliche Entwicklung | Marek Sawicki              | 17.03.2014 – 22.09.2014 |
| Verteidigungsminister                                 | Tomasz Siemoniak           | 18.11.2011 – 22.09.2014 |
| Außenminister                                         | Radosław Sikorski          | 18.11.2011 – 22.09.2014 |
| Erziehungsminister                                    | Krystyna Szumilas          | 18.11.2011 – 27.11.2013 |
| Erziehungsminister                                    | Joanna Kluzik-Rostkowska   | 27.11.2013 – 22.09.2014 |
| Minister für Kultur und nationales Erbe               | Bogdan Zdrojewski          | 18.11.2011 – 17.06.2014 |
| Minister für Kultur und nationales Erbe               | Małgorzata Omilanowska     | 17.06.2014 – 22.09.2014 |